# بورغ مورتنسن
بورغ مورتنسن هو دراج دنماركي، ولد في 3 نوفمبر 1921 في آرهوس في الدنمارك، وتوفي في 16 أكتوبر 2005.

## وصلات خارجية
- بورغ مورتنسن على موقع أرشيف الدراجات (الإنجليزية)
- بورغ مورتنسن على موقع أوليمبيديا (الإنجليزية)